# Pappankurichi
Pappankurichi là một thị trấn thống kê (census town) của quận Tiruchirappalli thuộc bang Tamil Nadu, Ấn Độ.

## Nhân khẩu
Theo điều tra dân số năm 2001 của Ấn Độ, Pappankurichi có dân số 20.439 người. Phái nam chiếm 50% tổng số dân và phái nữ chiếm 50%. Pappankurichi có tỷ lệ 78% biết đọc biết viết, cao hơn tỷ lệ trung bình toàn quốc là 59,5%: tỷ lệ cho phái nam là 82%, và tỷ lệ cho phái nữ là 73%. Tại Pappankurichi, 10% dân số nhỏ hơn 6 tuổi.